# Pauta Distribuidora
A Pauta Distribuidora é uma empresa brasileira distribuidora de produtos de informática fundada em 1991 na cidade de São José, Santa Catarina.
Possui ISO 9001:2000 e é considerada a maior distribuidora do ramo na Região Sul do Brasil e uma das maiores do País.

## História
Em 1991 foi fundada a Pauta com o intuito de desenvolver softwares para o mercado corporativo. Passado-se os anos, em 1997, a empresa mudou o seu rumo para a distribuição de produtos de informática, iniciando neste mercado através da linha de monitores e logo após expandido o ramo de atuação para outros itens.

Atualmente a Pauta distribui software, computação, impressão, automação, energia, imagem, conectividade, acessórios, componentes, armazenamento, suprimentos, mesas digitalizadores bem como atua nas áreas de TELECOM e Segurança Eletrônica. Com mais de 80 fornecedores e parceiros, incluindo marcas que são referências mundiais! Como Epson, Hikvision, AMD, Logitech, LG, Intel, Samsung, Lexmark, Microsoft, AOC, APC, Xerox, Symantec, entre outros.

## Patrocínio
Atualmente a Pauta apoia o esporte catarinense. Participou da vitoriosa campanha do Avaí Futebol Clube de Florianópolis patrocinando a equipe na campanha no Campeonato Brasileiro da Série B de 2008, o Avaí chegou a conquista do acesso à série A.